# Фармига, Таисса
Таи́сса Фарми́га (англ. Taissa Farmiga [təˈiːsə fɑrˈmiːɡə]; род. 17 августа 1994, Уайтхаус-Стэйшн, Нью-Джерси, США) — американская актриса театра, кино, телевидения и озвучивания. Актёрскую карьеру начала в 2011 году, сыграв роль Коринны Уокер в фильме «Небо и земля». Наиболее известна по участию в телесериале-антологии «Американская история ужасов» (2011, 2013, 2016, 2018).

## Биография
Таисса Фармига — младшая из семи детей украинских эмигрантов. Её отец, Михаил Фармига — компьютерный системный аналитик, а мать, Любовь Фармига — школьная учительница. Старшая сестра Таиссы — номинантка на премию «Оскар», актриса и кинорежиссёр Вера Фармига.
У неё также есть старшие братья Виктор, Стефан и Александр + старшие сёстры Надежда и Лариса. Таисса родилась 17 августа 1994 года, выросла в городе Уайтхаус-Стэйшн, штат Нью-Джерси. До четвёртого класса она училась в государственной школе, после чего продолжила обучение дома. Таисса понимает украинский язык лучше, чем говорит на нём.
Таисса Фармига изначально планировала стать бухгалтером, однако старшая сестра, Вера Фармига, уговорила её сняться в своём режиссёрском дебюте «Небо и земля» (2011). После того, как фильм был продемонстрирован на кинофестивале независимого кино «Сандэнс», Фармига решила продолжить актёрскую карьеру. Актриса подписала контракт с агентством «ICM Partners».
В 2011 году Таиса Фармига также снялась в первом сезоне американского телесериала-антологии канала FX «Американская история ужасов» в роли Вайолет Хармон — единственной дочери Вивьен (Конни Бриттон) и Бена Хармон (Дилан Макдермотт). В 2012 году она присоединилась к актёрскому составу в фильме Софии Копполы «Элитное общество», а также снялась в фильме «Миддлтон» (оба вышли на экраны в 2013 году).
В 2013 году на экраны вышел третий сезон телесериала «Американская история ужасов», в котором она сыграла роль молодой ведьмы Зои Бенсон и получила похвалу от критиков за свою роль. После она снялась в фильмах «Экстрасенс 2: Лабиринты разума» (2013) и «Джеймси» (2014).
В 2015 году актриса сыграла главную роль в комедийном фильме ужасов «Последние девушки». Также Таисса сыграла роль Мелани Кларк в фильме «6 лет» (2015). В 2016 году вышел фильм «В долине насилия», в котором Таисса снялась вместе с Итаном Хоуком, в этом же году она приняла участие в съёмках фильма «Вне правил». Также в 2016 году актриса вновь появилась в телесериале «Американская история ужасов», приняв участие в съёмках шестого сезона и получив второстепенную роль Софи Грин.

## Личная жизнь
8 августа 2020 года вышла замуж за сценариста и режиссёра Хэдли Кляйна.

## Роли в театре
| Русское название     | Оригинальное название | Год  | Роль  | Примечания                 | Ист.          |
| -------------------- | --------------------- | ---- | ----- | -------------------------- | ------------- |
| Похороненный ребёнок | Buried Child          | 2016 | Шелли | The New Group, Офф-Бродвей | [ 27 ] [ 28 ] |

## Фильмография
| Год          |     | Русское название                             | Оригинальное название               | Роль                      |
| ------------ | --- | -------------------------------------------- | ----------------------------------- | ------------------------- |
| 2011         | ф   | Небо и земля                                 | Higher Ground                       | юная Коринн Уокер         |
| 2011         | с   | Американская история ужасов: Дом-убийца      | American Horror Story: Murder House | Вайолет Хармон            |
| 2013         | ф   | Элитное общество                             | The Bling Ring                      | Сэм                       |
| 2013         | ф   | Миддлтон                                     | At Middleton                        | Одри Мартин               |
| 2013         | с   | Сделано в Голливуде                          | Made in Hollywood                   | гостья                    |
| 2013         | ф   | Экстрасенс 2: Лабиринты разума               | Mindscape                           | Анна Грин                 |
| 2013—2014    | с   | Американская история ужасов: Шабаш           | American Horror Story: Coven        | Зои Бенсон                |
| 2013—2019    | с   | Дни кино                                     | Días de cine                        | гостья                    |
| 2014         | ф   | Джеймси                                      | Jamesy Boy                          | Сара                      |
| 2015         | ф   | Последние девушки                            | The Final Girls                     | Макс Картрайт             |
| 2015         | ф   | 6 лет                                        | 6 Years                             | Мелани Кларк              |
| 2015         | кор | Выложенное в сеть                            | Share                               | Кристал Уильямс           |
| 2015         | с   | Добрый день, Лос-Анджелес                    | Good Day L.A.                       | гостья                    |
| 2015—2018    | с   | Последний звонок с Карсоном Дэйли            | Last Call with Carson Daly          | гостья                    |
| 2015         | с   | Злой город                                   | Wicked City                         | Карен Макларен            |
| 2016         | с   | Американская история ужасов: Роанок          | American Horror Story: Roanoke      | Софи Грин                 |
| 2016         | ф   | В долине насилия                             | In a Valley of Violence             | Мэри-Энн                  |
| 2016         | мф  | Лига Справедливости против Юных Титанов      | Justice League vs. Teen Titans      | Рэйчел Рот/Рэйвен         |
| 2016         | ф   | Вне правил                                   | Rules Don't Apply                   | Сара Брэнсфорд            |
| 2017         | мф  | Юные Титаны: Контракт Иуды                   | Teen Titans: The Judas Contract     | Рэйчел Рот/Рэйвен         |
| 2018         | ф   | Что у них было                               | What They Had                       | Эмма Эртц                 |
| 2018         | ф   | Долгая идиотская дорога                      | The Long Dumb Road                  | Ребекка                   |
| 2018         | ф   | Проклятие монахини                           | The Nun                             | сестра Айрин Палмер       |
| 2018         | ф   | Мы всегда жили в замке                       | We Have Always Lived in the Castle  | Мэри Кейт Блэквуд         |
| 2018         | с   | Американская история ужасов: Апокалипсис     | American Horror Story: Apocalypse   | Зои Бенсон/Вайолет Хармон |
| 2018         | ф   | Наркокурьер                                  | The Mule                            | Джинни                    |
| 2019         | с   | Сумеречная зона                              | The Twilight Zone                   | Энни Миллер               |
| 2020         | мф  | Тёмная Лига справедливости: Война Апоколипса | Justice League Dark: Apokolips War  | Рэйчел Рот/Рэйвен         |
| 2020         | с   | 50 штатов страха                             | 50 States of Fright                 | Ханна Столсфисс           |
| 2021         | ф   | Джон и дыра                                  | John and the Hole                   | Лори Шей                  |
| 2022 — н. в. | с   | Позолоченный век                             | The Gilded Age                      | Глэдис Расселл            |
| 2023         | ф   | Проклятие монахини 2                         | The Nun II                          | сестра Айрин Палмер       |
| 2024         | ф   | Она учила любви                              | She Taught Love                     | Саманта Мирон             |
| 2025         | ф   | Заклятие 4: Последний обряд                  | The Conjuring: Last Rites           | сестра Айрин Палмер       |

### Подкасты
| Год  | Название           | Роль           | Примечания               |
| ---- | ------------------ | -------------- | ------------------------ |
| 2023 | Radio Play Revival | Марджори Харви | Эпизод «Волосы Вероники» |

## Награды и номинации
Список приведён в соответствии с данными сайта IMDb.com.
| Год  | Награда                                     | Категория                                         | Работа                                  | Результат |
| ---- | ------------------------------------------- | ------------------------------------------------- | --------------------------------------- | --------- |
| 2012 | Online Film & Television Association Awards | Лучший актёрский ансамбль в драматическом сериале | Американская история ужасов: Дом-убийца | Номинация |
| 2014 | Online Film & Television Association Awards | Лучший актёрский ансамбль в драматическом сериале | Американская история ужасов: Шабаш      | Номинация |
| 2015 | Fright Meter Awards                         | Лучшая актриса                                    | Последние девушки                       | Номинация |